# Mishake Muyongo
Albert Mishake Muyongo, né le 28 avril 1944[Interprétation personnelle ?][réf. nécessaire] à Linyanti (Sud-Ouest africain) est un homme politique namibien, ancien membre du Parlement, qui vit actuellement en exil au Danemark. 

## Biographie
Muyongo est né dans la maison royale Mafwe[réf. nécessaire] à Linyanti, dans le Sud-Ouest africain. Il a reçu une éducation dans les écoles de la mission catholique romaine de Katima Mulilo à Caprivi et au Zimbabwe. Il a fréquenté les collèges sud-africains et a enseigné pendant plusieurs années. En septembre 1964, Muyongo est devenu le président de l'Union nationale africaine de Caprivi (CANU) lorsque son leader Brendan Simbwaye a été arrêté par la police sud-africaine. Muyongo s'est enfui en Zambie peu après que les forces de sécurité aient fait une descente dans le bureau de la CANU à Katima Mulilo. Alors qu'il vit en exil à Dar es Salam, Muyongo négocie une fusion avec le parti South West Africa People's Organisation (SWAPO) de Sam Nujoma et sert de représentant de la SWAPO en Zambie pendant deux ans.
Les deux partis lutteront ensemble pour libérer la Namibie de la domination sud-africaine. Muyongo a occupé plusieurs postes au sein de la SWAPO avant d'être expulsé en 1980 : représentant en Zambie (1964-1965), secrétaire à l'éducation (1966-1970), vice-président de la SWAPO (à partir de 1970).
En 1985, Muyongo dirige son CANU vers un nouveau parti politique, le Parti démocratique uni, qui rejoint bientôt le groupe de partis de l'Alliance démocratique Turnhalle (DTA), mais il est à nouveau expulsé en 1998 après que des rumeurs de sécessionnisme aient fait surface. Il est membre de l'Assemblée nationale de 1990 à 1999. Lors de l'élection présidentielle de 1994, il s'est classé deuxième, derrière le président Sam Nujoma, avec 23,08 % des voix. Après que Muyongo a exprimé son soutien à la sécession de la bande de Caprivi en 1998, il a été suspendu de la DTA en août 1998 lors d'une réunion extraordinaire du comité exécutif du parti. Muyongo a fui le pays avec le chef Boniface Bebi Mamili du peuple Mafwe allié aux Lozis. D'autres Capriviens, dont l'ancien gouverneur de la région de Caprivi (aujourd'hui la Zambezi), John Mabuku, fuient au Botswana au même moment. Muyongo a été remplacé comme président de la DTA par Katuutire Kaura, qui a demandé que Muyongo soit ramené et jugé.
Muyongo et Bebi s'enfuient et s'exilent au Danemark et échappent au procès pour haute trahison de Caprivi en Namibie. Nujoma aurait accepté l'indépendance de Caprivi une fois que la SWAPO aurait réussi à obtenir l'indépendance de la Namibie.